# Borci (Konjic, BiH)
Borci su naseljeno mjesto u općini Konjic, Federacija Bosne i Hercegovine, BiH.

## Stanovništvo

### 1991.
Nacionalni sastav stanovništva 1991. godine, bio je sljedeći:
ukupno: 254
- Srbi – 187
- Hrvati – 42
- Muslimani – 22
- Jugoslaveni – 3

### 2013.
Nacionalni sastav stanovništva 2013. godine, bio je sljedeći:
ukupno: 30
- Bošnjaci – 19
- Srbi – 7
- ostali, neopredijeljeni i nepoznato – 4

## Povijesne građevine
U Borcima se na lokalitetu Kaursko groblje površine 1000 m2 nalazi nekropola sa 121 nadgrobnim spomenikom i 3 miljokaza. Uvrštena je u popis nacionalnih spomenika Bosne i Hercegovine.
Osim nekropole, u Borcima se nalaze ostatci u Domovinskom ratu u Bosni i Hercegovini teško stradale Šantića vile iz doba Austro-Ugarske koja je proglašena nacionalnim spomenikom Bosne i Hercegovine, te pravoslavna crkva svetih apostola Petra i Pavla, također nacionalni spomenik Bosne i Hercegovine.

## Vanjske poveznice
- Satelitska snimka[neaktivna poveznica]